# 다미야촌
다미야촌(田宮村)은 사이타마현 기타카쓰시카군에 존재했던 촌이다. 현재의 스기토정 중부에 해당한다.

## 역사
- 1889년 4월 1일 - 정촌제 시행에 의해 기타카쓰시카군 다이야촌이 성립하였다.
- 1955년 2월 11일 - 스기토정, 데이고촌, 다카노촌과 합병해, 새로운 스기토정이 성립해, 동일 다이야촌은 폐지되었다.

## 참고문헌
- 角川日本地名大辞典 11 埼玉県
- 「総説 田宮」『新編武蔵風土記稿』 巻ノ20葛飾郡ノ1、内務省地理局、1884年6月。NDLJP:763978/51。
- 『新編武蔵風土記稿』 巻ノ36葛飾郡ノ17、内務省地理局、1884年6月。NDLJP:763980/63。